# Blackest Blue
Albums de Morcheeba
Blaze Away
(2018)
Blackest Blue est le dixième album studio du groupe Morcheeba, sorti le 13 mai 2021 sur le label Fly Agaric Records.

## Historique de l'album
L'album est composé dans le contexte des confinements décrétés dans le monde à la suite de la pandémie de Covid-19 survenue en 2020, avec des titres créés à distance, chaque contributeur apportant sa partie à l'ensemble, déclarant qu'ils avaient ainsi « l’impression de construire un puzzle ». En janvier 2021, le groupe annonce la sortie de l'album sur le label Fly Agaric Records pour le mois de mai, et publie le clip de leur premier extrait intitulé Sounds of Blue.

## Listes des titres
1. Cut My Heart Out – 5 min 02 s
2. Killed Our Love – 4 min 51 s
3. Sounds of Blue – 3 min 34 s
4. Say It's Over – 3 min 54 s
5. Sulphur Soul – 3 min 13 s
6. Oh Oh Yeah – 6 min 53 s
7. Namaste – 3 min 53 s
8. The Moon – 3 min 28 s
9. Falling Skies – 3 min 11 s
10. The Edge of the World – 5 min 16 s

## Musiciens
- Skye Edwards, chant
- Ross Godfrey, multi-instruments
- Duke Garwood, chant (sur 10)
- Brad Barr, chant (sur 4)

## Accueil critique
L'album est bien accueilli par la critique qui note un retour aux racines du groupe dans « un savant mélange de trip-hop, d’electro-pop et de soul ».